# Falan
Falan est une municipalité colombienne située dans le département de Tolima.